# Amalie Beer

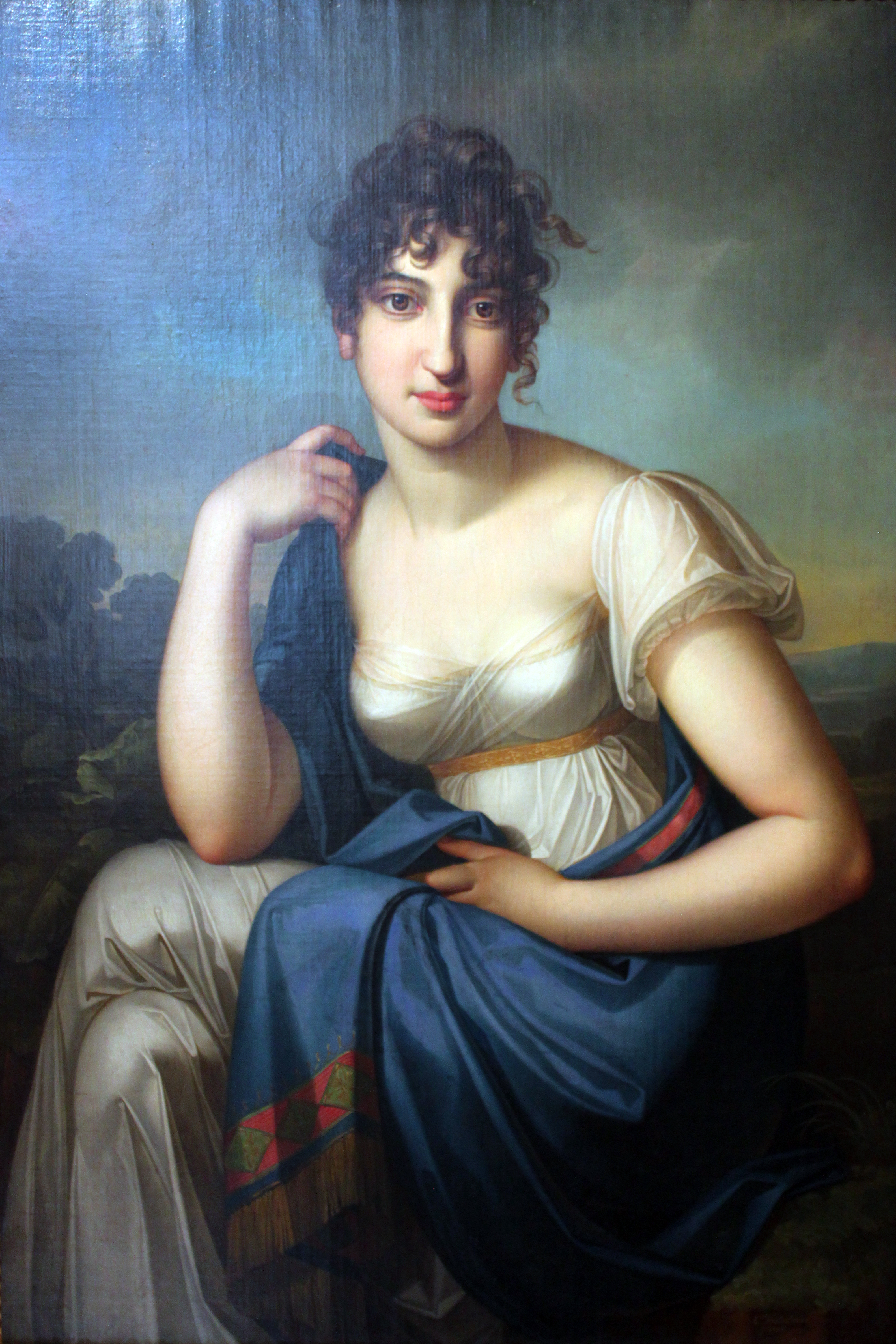
Amalie Beer. Gemälde von Carl Kretschmar, um 1803

Amalie Beer geb. Meyer Wulf, hebräisch מלכה בעער, Malka Beer (geb. 10. Februar 1767 in Berlin; gest. 27. Juni 1854 ebenda), war eine deutsch-jüdische Salonnière in Berlin und Mutter des Komponisten Giacomo Meyerbeer.

## Leben

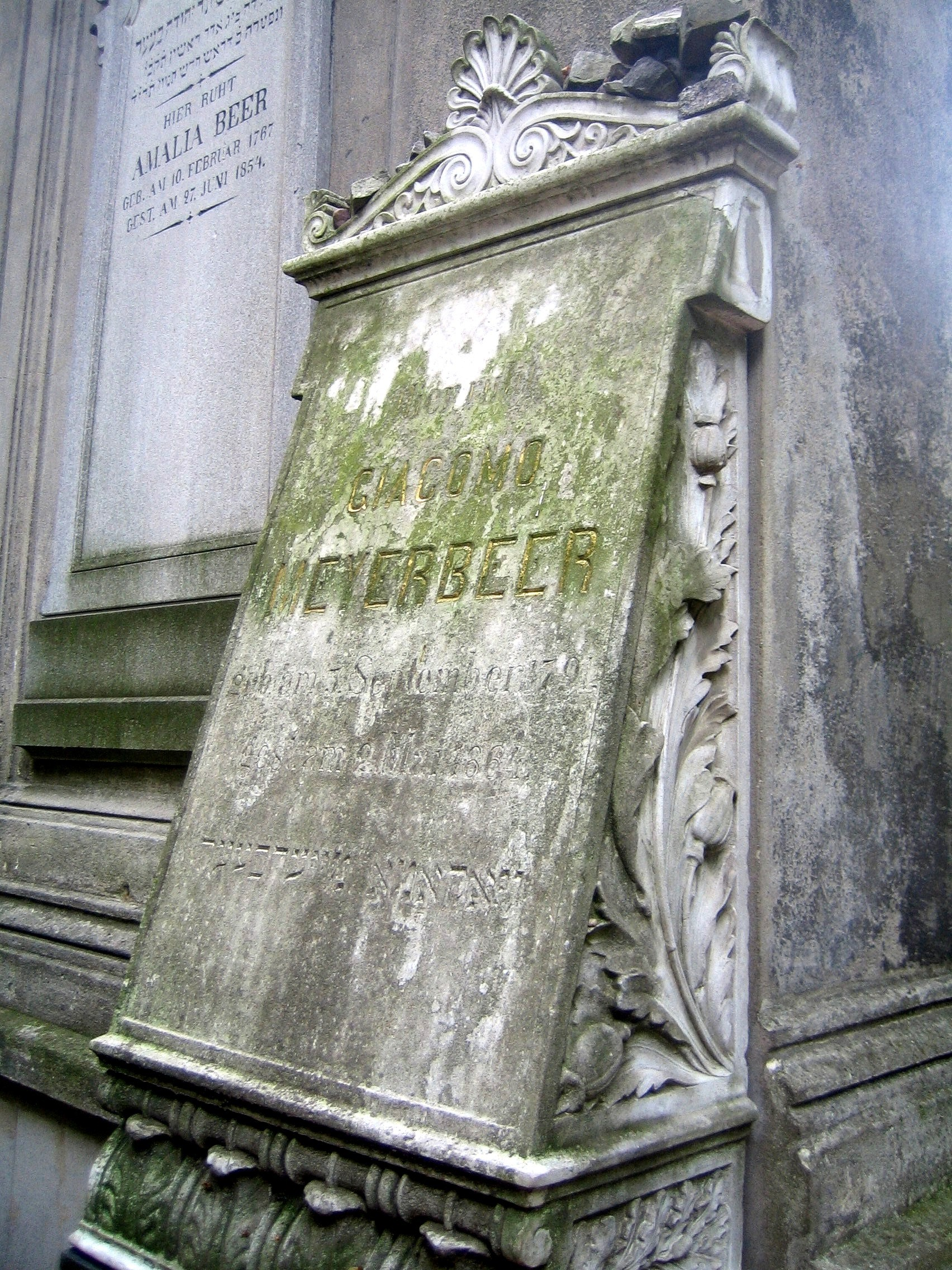
Grab Amalie Beers links neben dem ihres Sohnes Giacomo Meyerbeer auf dem Jüdischen Friedhof Schönhauser Allee in Berlin

Geboren als Tochter des preußischen Hoffaktors Liepmann Meyer Wulff (1745–1812) und seiner Frau Esther, geborene Bamberger (1740–1822), wuchs sie in der Welt des gebildeten, wohlhabenden Berliner Judentums des 18. Jahrhunderts auf, dessen Geschichte im Zeichen von Aufklärung und Judenemanzipation stand. 1788 heiratete sie den jüdischen Zuckerfabrikanten Jacob Herz Beer (1769–1825). Sie erlangte Berühmtheit mit ihrem literarischen Salon, der als typisches Beispiel bürgerlich-aufgeklärter Geselligkeit der Biedermeierzeit gelten kann. Amalie Beer war zeitlebens sowohl in der jüdischen Gemeinde in Berlin als auch in der christlichen bürgerlichen Gesellschaft hoch angesehen. Im Gegensatz zu anderen prominenten Berliner Juden in dieser Epoche, z. B. Abraham Mendelssohn Bartholdy, konvertierte Beer nie zum Christentum. Ein solcher Schritt hätte sie – der Historikerin Deborah Sadie Hertz zufolge – wohl ihre herausragende Stellung innerhalb der Berliner jüdischen Gemeinde gekostet.
Zeitlebens in Berlin niedergelassen, starb sie dort fast neunzigjährig 1854. Ihr Grab befindet sich auf dem Jüdischen Friedhof Schönhauser Allee in Berlin.

## Salon
Der Salon der Amalie Beer, neben dem Salon der Familie Mendelssohn Bartholdy der einzige bedeutende musikalische Salon im Berlin der 1820er Jahre, ragt dadurch hervor, dass er seine eigentliche Blüte nicht vor, sondern nach den Befreiungskriegen (1813/15) erlebte, wenngleich die Anfänge von musikalischer und literarischer Geselligkeit im Hause Beer zurück bis ins Jahr 1800 reichen. Soziologisch gesehen überwog in seinem Publikum eindeutig das Bürgertum. Dennoch zog er wichtige Vertreter des Adels und der politischen Eliten an: So gehörten zu den persönlichen Freunden der Gastgeberin der spätere König Friedrich Wilhelm IV. und sein Bruder Prinz Wilhelm, der spätere erste deutsche Kaiser, die beide auch an ihrem Leichenbegängnis teilnahmen. Unter ihren Habitués fanden sich fast alle großen Komponisten und Virtuosen der Frühromantik, darunter ihr eigener Sohn Giacomo Meyerbeer, sowie Schauspieler, Sänger, Schriftsteller und Gelehrte. Mit zwei anderen großen Salonnièren der Zeit, Rahel Varnhagen und Hedwig von Olfers, stand sie in Verbindung.

## Auszeichnungen
Für ihr Engagement in der Verwundetenfürsorge während der Befreiungskriege erhielt Amalie Beer als eine von nur ganz wenigen bürgerlichen Frauen den Louisenorden. Der Prozess der Ordensverleihung zog sich allerdings über eineinhalb Jahre hin. Drei Mal wurde sie vorgeschlagen, zwei Mal lehnte König Friedrich Wilhelm III. ab. Der König, der durch das Judenedikt 1812 bereits eine weitgehende rechtliche Emanzipation der Juden in Preußen durchgesetzt hatte, war offenbar in Sorge, dass sich die praktizierende Jüdin Beer durch eine Auszeichnung mit dem – dem Christentum entlehnten – Kreuzsymbol in ihren religiösen Gefühlen verletzt fühlen konnte. Letztendlich bewilligte er die Verleihung des Ordens in der abweichenden Form eines kreisrunden allgemeinen Ehrenzeichens. (Später wurde bestimmt, dass auch andere nichtchristliche Empfängerinnen den Orden ohne das Kreuz erhalten konnten.). Allerdings gab es in der Berliner Judenschaft auch Stimmen, die das „gekoscherte Kreutz“ als demütigend empfanden und die Begründung des Monarchen als Koketterie abtaten.

## Familie

### Ehe und Nachkommen
Amalie Meyer Wulff und Jacob Herz Beer heirateten am 4. September 1788 in Berlin. Sie hatten vier Söhne:
- Jacob Meyer Beer/Giacomo Meyerbeer (1791–1864), Komponist,
- Heinrich Beer (1794–1842),
- Wilhelm Beer (1797–1850), Kaufmann und Astronom, und
- Michael Beer (1800–1833), Schriftsteller.

### Weitere Verwandte
Amalies Enkelin, die sich als Salonnière in ihre Tradition stellte, war Cornelie Richter (1842–1922), Tochter ihres Sohnes Jakob.

## Berühmte Habitués
| - David Alopaeus - Karoline Bauer - Michael Beer (Autor) - Wilhelm Beer - Georg Benda - Archibald Campbell (?) - Angelica Catalani - Muzio Clementi - Johann Ladislaus Dussek - Eduard Gans | - Friedrich Wilhelm Gubitz - Georg Wilhelm Friedrich Hegel (?) - Henriette Hendel-Schütz - Karl von Holtei - Alexander von Humboldt - Johann Nepomuk Hummel - August Wilhelm Iffland - Karl Immermann - Friedrich Kalkbrenner - Franz Liszt | - Familie Mendelssohn - Giacomo Meyerbeer - Ignaz Moscheles - Konrad Engelbert Oelsner - Hedwig von Olfers - Niccolò Paganini - Konrad Engelbert Oelsner - Gottfried Schadow - August Wilhelm Schlegel - Wilhelmine Schröder-Devrient | - Henriette Sontag - Louis Spohr - Rahel Varnhagen - Bernhard Anselm Weber - Carl Maria von Weber - Wilhelm zu Sayn-Wittgenstein-Hohenstein - Carl Friedrich Zelter |